# Arsenal M23
Arsenal M23 còn biết tới như Arsenal Tallinn là loại súng tiểu liên do Estonian chế tạo từ năm 1926 đến năm 1945. Chúng được sản xuất với số lượng khoảng 600 khẩu và trang bị cho lực lượng quân đội Estonian. Loại súng này sử dụng đạn 9x20 mm SR Browning loại đạn sử dụng trong khẩu FN M1903 mà quân đội Estonian thường sử dụng.

## Thiết kế
Arsenal M23 sử dụng cơ chế nạp đạn blowback tương tự như khẩu MP-18 với báng súng gỗ, nòng có các rãnh để tản nhiệt và hộp đạn dạng thẳng gắn vào súng phía bên tay trái. Loại súng này được thấy sử dụng trong lực lượng biên phòng và lực lượng vệ quốc Estonia. Arsenal đã dần bị thay thế bởi khẩu Suomi KP-31 của Phần Lan từ năm 1938. Quân đội Estonia đã bán một ít súng cũ cho các đơn vị Latvia và tất cả phần còn lại cho lực lượng Cộng hòa để sử dụng trong cuộc nội chiến Tây Ban Nha.